# La Vision de saint Pierre Nolasque
La Vision de saint Pierre Nolasque est un tableau baroque de Francisco de Zurbarán peint en 1629 et conservé au musée du Prado de Madrid. Cette huile sur toile mesure 179 cm de haut pour 223 cm de large.

## Description
Le tableau représente saint Pierre Nolasque (1180/1182-1256), fondateur de l'ordre de Notre-Dame-de-la-Merci, en train de rêver de la Jérusalem céleste qui apparaît entre des nuages à gauche et en présence d'un ange qui la désigne du doigt. 
Cette œuvre forme une paire avec l'Apparition de saint Pierre à saint Pierre Nolasque, également au Prado, qui furent toutes les deux commandées par les mercédaires du couvent de la Merced Calzada de Séville, fondé par saint Pierre Nolasque. En effet, les mercédaires de ce couvent avaient commandé vingt-deux toiles de taille différente relatant la vie du saint qui venait d'être canonisé en 1628 par Urbain VIII. Ces deux tableaux sont donc de l'époque initiale du peintre et font bien ressortir l'expression des visages, la qualité des textures et le chromatisme de blancs et de gris en une composition austère. Le saint est ici représenté dans son âge mûr, comme s'il devait être montré en exemple de sagesse aux jeunes religieux.
La vision de la Jérusalem céleste est peinte avec la sobriété caractéristique du peintre lorsqu'il décrit la vie des saints à la commande de ses clients principaux représentés par les ordres religieux de Séville, où le peintre s'était installé en 1626.
La toile fut achetée en 1808 par le chanoine López Cepero qui fit don de sa collection en 1821 au roi Ferdinand VII.
Ce tableau a été présenté au public au palais des beaux-arts de Bruxelles du 29 janvier au 25 mai 2014.